# 모리스 로이브스
존 모리스 로이브스(영어: John Maurice Roëves, 1937년 3월 19일 ~ 2020년 7월 15일)는 영국의 배우이다. 잉글랜드에서 태어나 스코틀랜드로 이주했다. 2015년 영화 《맥베스》에 출연했고 이전에는 TV 드라마 쪽에서 활동을 했다.

## 출연 작품
- 맥베스 (2015)
- 루나 (2014, Luna)
- 경사 해리건 (2013)
- 훔친 꿈 (2010)
- 댐드 유나이티드 (2009)
- 할람 포 (2007)
- 다크 (2005)
- 웨이킹 더 데드 (2000)
- 리치 포 더 문 (2000)
- 뷰티풀 크리처 (2000)
- 허영의 시장 (1998)
- 더 바이블 - 다윗 (1997)
- 모세 (1995)
- 져지 드레드 (1995)
- 라스트 모히칸 (1992)
- 위대한 챔피언 (1990)
- 캐주얼티 (1986)
- 이스트엔더스 (1985)
- 더 빌 (1984)
- SAS 특공대 (1982)
- 승리의 탈출 (1981)
- 독수리 착륙하다 (1976)
- 젊은 날의 처칠 (1972)
- 오 왓 어 러브리 워 (1969)

### 텔레비전
- 우리 생애 나날들 (1985-89)
- 홀비 시티 (2004-07)